# Мухаммад Рафи
Мухаммад Рафи (также известен как: Дийа ад-дин Абу-л-Фатх аль Макки; Ма’сумом; ар-Рафи; мулла Рафи) — средневековый дагестанский историк, живший в второй половине XIII веке.
Автор исторической хроники «Тарих Дагистан» («История Дагестана»), написанной в 1312-13 годах. Хроника представляет собой историю развития исламской религии и их носителей на территории средневекового Дагестана. Позже хроника подверглась изменению и дополнению — свой окончательный вид получила лишь в XVII веке.

## Деятельность
Мухаммаду Рафи удалось тесно связать историю Дагестана с ближневосточной культурой; в то же время — предпринял попытку выразить мысль о том, что ислам в Дагестане и власть шамхалов — это «естественное явление».
Рафи также стал ценным источником, которому удалось явить: политический, социально-экономический и идеологический облик дагестанского народа в средневековой эре.

## «Тарих Дагистан»
«Тарих Дагистан» представляет собою сборник различных исторических рассказов, относящихся к разным историческим периодам, а также содержит ряд легендарных повествований. В структуре хроники можно выделить четыре независимые направления повествования: судьба язычества и правителей Аварской области (Аварии); исламизация дагестанского населения; борьба дагестанцев с монгольскими захватчиками; феодализм в Дагестане и правители-шамхалы периода XIV в., а также их налоговая политика.

### Критика «Тарих Дагистан»
Известный  российский востоковед В. Ф. Минорский подверг резкой критике источники — «Дербенд-наме» и «Тарих Дагестан», являющиеся фундаментами «арабской» версии, называя их «тенденциозными политическими памфлетами, имеющими целью обосновать претензии шамхалов на преобладающее положение в Дагестане».

### Комментарии
1. ↑  Слово «Дагистан» не написан с ошибкой, — именно такое название является правильным. Так как, по сути, является фонетическим производным от слова-оригинала.